# Mircea Cosma
Mircea Cosma (n. 1 decembrie 1945, Baia Mare, România) este un politician român, membru PSD, fost președinte al Consiliului județean Prahova.

## Biografie[1][2]
Născut la 1 decembrie 1945, în Baia Mare, Maramureș. A urmat cursurile liceului Gheorghe Șincai din Baia Mare pentru ca în 1968 să absolve Facultatea de Electrotehnică din cadrul Universității Politehnice Timișoara. După absolvirea studiilor superioare termină stagiul militar obligatoriu cu gradul de locotenentLucrează ca inginer în cadrul  IRE Timișoara și IRE Ploiești. Din 1982 până în 1990 este director la CIM Brașov, secția Ploiești. Între 1991-2000 este director la diverse firme din Brașov și Ploiești. Membru PUNR din 1992, trece apoi la PDSR, fiind vicepreședinte al filialei Prahova, pentru ca din 2000 să devină șeful PDSR Prahova (din 2001 PSD), reconfirmat la șefia PSD Prahova în 2009 și 2013. La nivel național a fost, o perioadă (2013), vicepreședinte PSD.
Președinte al Consiuliului Județean Prahova între 2000-2004, 2008-2012, 2012-2016 iar în 2004-2005 vicepreședinte al CJ Prahova (funcție din care a demisionat). 
Este un apropiat al lui Adrian Năstase și Sebastian Ghiță.

## Controverse
Acuzat de primire foloase necuvenite pentru acordarea unor contracte ale CJ Prahova, este condamnat de Înalta Curte de Casație și Justiție la 8 ani de închisoare, în același dosar fiind condamnat Vlad Cosma (4,5 ani) și „interlopul” Răzavan Alexe (2,5 ani), sentința nefiind definitivă.
Supranumit baron local datorită influenței politice în cadrul instituțiilor statului Român.

## Familie, date personale
El este tatăl deputaților Andreea Cosma și Vlad Cosma.